# Takenori Hayashi
Takenori Hayashi (林 丈統, Hayashi Takenori) est un footballeur japonais né le 14 octobre 1980.